# 小詹姆斯·温尼菲尔德
小詹姆斯·亚历山大·温尼菲尔德，（英語：James Alexander Winnefeld, Jr.，1956年4月24日—），昵称桑迪(英語：Sandy)，退役美国海军上将，第9任参谋长联席会议副主席，此前，他是美国北方司令部（USNORTHCOM）第4任司令和北美防空防天司令部（NORAD）第21任司令，更早，曾担任联合参谋部战略计划政策总监。温尼菲尔德于2011年8月4日任现职，作为参谋长联席会议副主席，是美軍仅次于参联会主席的第二高位军官。

## 简历
温尼菲尔德毕业于著名的佐治亚理工学院，并通过海军后备军官训练团计划被委任为军官，随后，他在三支战斗机中队担任海军飞行员，飞行F-14雄猫式战斗机，后在美国海军战斗机武器学校担任教官。
温尼菲尔德有丰富的军事主官经历，包括第211战斗机中队，克利夫兰号船坞登陆舰(LPD 7)，企业号航空母舰 (CVN-65)，九一一袭击事件后不久，他帅企业号赶到阿富汗，参与持久自由行动。他还担任第2航母战斗群司令，当时的航母是西奥多·罗斯福号航空母舰，他还率领第50、152、58特遣队在伊拉克自由行动中进行海上拦截作战。之后还担任第6舰队司令，北约盟军里斯本联合司令部司令，北约攻击和保障部队司令。
作为参谋，温尼菲尔德曾担任联合参谋部J-3作战部工作，还曾担任参谋长联席会议主席高级副官，海军作战副部长行政助理。晋升为将官后，担任美国海军舰队司令部作战规划和概念转换主任，美国联合部队司令部联合创新实验主任。作为中将，他担任联合参谋部J-5战略计划和政策总监，之后晋升为上将，担任执掌美国北方司令部（USNORTHCOM）和北美防空防天司令部（NORAD）。2011年8月4日，担任参谋长联席会议副主席。

## 任职经历
(注：因任职时间取自国防部公布时间，与正式上任时间可能略有误差)

### 指挥官任职
1. 第211战斗机中队，中队长
2. 克利夫兰号船坞登陆舰(LPD 7)，舰长
3. 企业号航空母舰(CVN-65)，舰长
4. 2004.7，第2航母战斗群，司令
5. 2007.8，第6舰队，司令；兼美国驻欧洲海军，副司令；兼北约盟军里斯本联合司令部，司令；兼北约攻击和保障部队，司令
6. 2010.5，美国北方司令部(USNORTHCOM)，司令；兼北美防空防天司令部(NORAD)，司令

### 参谋任职
1. 联合参谋部J-3作战部
2. 参谋长联席会议主席高级副官
3. 海军作战副部长行政助理
4. 2003.7，大西洋舰队，作战规划与战备主管(N8)
5. 2006.4，美国联合部队司令部，联合创新实验主管
6. 2008.8，联合参谋部，J-5战略计划和政策总监

### 其他任职
1. 美国海军战斗机武器学校，教官

## 晋衔表
(注：因晋升时间取自国会图书馆，可能于正式授衔时间略有误差)
| 标志 | 军衔 | 日期       |
| ---- | ---- | ---------- |
|      | 上将 | 2010年5月  |
|      | 中将 | 2007年8月  |
|      | 少将 | 2005年6月  |
|      | 准将 | 2002年10月 |
|      | 上校 | 1996年9月  |
|      | 中校 | 1991年6月  |
|      | 少校 | 1987年10月 |
|      | 上尉 |            |
|      | 中尉 |            |
|      | 少尉 | 1978年     |